# Sexting (film)
Pour plus de détails, voir Fiche technique et Distribution.
Sexting est un court métrage américain réalisé par Neil LaBute, sorti en 2010.

## Fiche technique
- Titre original : Sexting
- Réalisation : Neil LaBute
- Scénario : Neil LaBute
- Costumes : Anita Patrickson
- Photographie : Bradley Stonesifer
- Montage : Tim Harms
- Production : Tim Harms
- Société(s) de production : Contemptible Entertainment
- Société(s) de distribution :  Contemptible Entertainment
- Pays d'origine : États-Unis
- Année : 2010
- Langue originale : anglais
- Format : noir et blanc
- Genre : court métrage
- Durée : 8 minutes
- Dates de sortie : 
  -  États-Unis : 9 octobre 2010 (Hamptons International Film Festival)

## Distribution
- Julia Stiles : la jeune femme
- Marin Ireland : Une femme
- Jamie Anderson : Autre femme
- Elizabeth Greer : Cafe Guest
- Carly Pope :

## Distinctions

### Récompenses
- Festival des films du monde de Montréal 2010 : Prix du jury (court métrage) pour Neil LaBute

### Nominations
- Festival des films du monde de Montréal 2010 : First Prize (Short Films) pour Neil LaBute